# Elizabeth Mernin
Elizabeth "Lily" Mernin née le 16 novembre 1886 à 
Dungarvan et morte le 18 février 1957 à Dublin est une agent de renseignement irlandaise, connue sous le nom de « Little Gentleman » ou « Lieutenant G. ».

## Biographie
Elizabeth Mernin est née à Dungarvan dans le comté de Waterford, le 16 novembre 1886. Ses parents sont John Mernin et Mary (née McGuire). Elle a une sœur, May. Son père est boulanger-pâtissier à Waterford. Après sa mort, alors que Mernin est encore enfant, les enfants ont été élevés par sa famille à Dungarvan,. Dans les années 1910, Mernin travaille comme dactylo dans un certain nombre d'entreprises de Dublin. En 1914, elle est sténo-dactylographe au château de Dublin pour le bureau de la garnison du capitaine-adjudant. Elle a été membre de la branche de Keating de la ligue gaélique. C'est son cousin, Piaras Béaslaí, qui la présente à Michael Collins en 1918.
À partir de 1919, elle commence à travailler pour Collins comme agent de renseignement. Elle utilise sa position au château de Dublin pour obtenir des documents importants, et, en 1920, des informations sur les services de renseignement britanniques, les agents et les auxiliaires de police,.
Sous les pseudonymes "Little Gentleman" et "Lieutenant G.", elle a été l'un des plus importants agents de Collins. Mernin a notamment réussi à identifier les maisons des services de renseignement britanniques, ainsi que les agents qui ont plus tard été tués lors du Bloody Sunday, le 21 novembre 1920, par l'équipe de Collins. Elle a aidé Frank Saurin et Tom Cullen dans l'identification d'officiers britanniques à Dublin, en tapant des rapports secrets pour Collins dans une pièce au 19 Clonliffe Road,.
En février 1922, elle quitte le service britannique ; en juillet de la même année, elle entre en tant que dactylo dans l'armée irlandaise où elle reste jusqu'à sa retraite en février 1952. Au cours de sa carrière dans l'armée irlandaise, elle a travaillé principalement aux Clancy Barracks.
Mernin ne s'est jamais mariée ; elle a cependant donné naissance à un fils, à Londres, en juin 1922, certains éléments suggérant que Béaslaí est le père. Sa maison était située au 167 Mangerton Route, Drimnagh. Elle meurt le 18 février 1957 à Dublin. Mernin a reçu une pension militaire pour son service de 1918 à 1922, et sa déclaration est conservée au bureau de l'Histoire Militaire des Archives Militaires.